# Diocesi di Vartana
La diocesi di Vartana (in latino Dioecesis Vartanensis) è una sede soppressa e sede titolare della Chiesa cattolica.

## Storia
Vartana, identificabile con Koudiat Adjela nell'odierna Algeria, è un'antica sede episcopale della provincia romana della Mauritania Sitifense.
Due sono i vescovi attribuiti con certezza a questa diocesi africana. Alla conferenza di Cartagine del 411, che vide riuniti assieme i vescovi cattolici e donatisti dell'Africa, parteciparono Vittore, episcopus plebis Bartanensis, e il donatista Onorio, episcopus Vartanensis; quest'ultimo affermò di aver conosciuto Vittore per il male da lui compiuto.
Diversi autori (Morcelli, Toulotte e Mesnage) identificano la Ecclesia Vartanensis o Bartanensis con la quasi omonima Ecclesia Vertarensis, nell'Africa Proconsolare, assegnando a questa diocesi anche il vescovo Vitale, che tuttavia deve essere attribuito alla diocesi di Vertara.
Dal 1933 Vartana è annoverata tra le sedi vescovili titolari della Chiesa cattolica; la sede è vacante dal 28 maggio 2024.

## Cronotassi

### Vescovi
- Vittore † (menzionato nel 411)
  - Onorio † (menzionato nel 411) (vescovo donatista)

### Vescovi titolari
- Leo Hale Taylor, S.M.A. † (26 febbraio 1934 - 18 aprile 1950 nominato arcivescovo di Lagos)
- Albert François Cousineau, C.S.C. † (10 gennaio 1951 - 29 giugno 1953 succeduto arcivescovo, titolo personale, di Cap-Haïtien)
- Francesco Fasola † (8 marzo 1954 - 11 novembre 1960 nominato vescovo di Caltagirone)
- Tito Mancini † (22 dicembre 1960 - 4 maggio 1969 deceduto)
- Carlo Minchiatti † (30 agosto 1969 - 29 maggio 1971 nominato vescovo di Aquino, Sora, e Pontecorvo)
- Giovanni Moretti † (9 settembre 1971 - 16 ottobre 2018 deceduto)
- Giuseppe Laterza (5 gennaio 2023 - 28 maggio 2024 nominato arcivescovo, titolo personale, titolare di Polignano)